# Нидероршел
Нидероршел (њем. Niederorschel) општина је у њемачкој савезној држави Тирингија. Једно је од 89 општинских средишта округа Ајхсфелд. Према процјени из 2010. у општини је живјело 3.338 становника. Посједује регионалну шифру (AGS) 16061074.

## Географски и демографски подаци
Нидероршел се налази у савезној држави Тирингија у округу Ајхсфелд. Општина се налази на надморској висини од 275 метара. Површина општине износи 19,5 km². У самом мјесту је, према процјени из 2010. године, живјело 3.338 становника. Просјечна густина становништва износи 171 становника/km².

## Међународна сарадња
| Мјесто    | Држава    | Врста сарадње | Од    |
| --------- | --------- | ------------- | ----- |
| Кивилијај | Литванија | пријатељство  | 1990. |
|           | Пољска    | пријатељство  | 1995. |
| Извор     |           |               |       |